# ديان فوستر
ديان فوستر هي ممثلة كندية، ولدت في 31 أكتوبر 1928 بإدمونتون في كندا.

## أعمال

### أفلام
- (1958) الهتاف الأخير

## وصلات خارجية
- ديان فوستر على موقع IMDb (الإنجليزية)
- ديان فوستر على موقع ألو سيني (الفرنسية)
- ديان فوستر على موقع أول موفي (الإنجليزية)
- ديان فوستر على موقع قاعدة بيانات الأفلام السويدية (السويدية)
- ديان فوستر على موقع إن إن دي بي (الإنجليزية)
- ديان فوستر على موقع قاعدة بيانات الفيلم (الإنجليزية)
- ديان فوستر على موقع كينوبويسك (الروسية)